# Shirakamut
Shirakamut (in armeno Շիրակամուտ?) è un comune di 2 181 abitanti (2008) della Provincia di Lori in Armenia.